# Encyclopaedia Metallum
Encyclopaedia Metallum: The Metal Archives (comunament conegut com a Metal Archives per la URL o simplement MA) és un lloc web que enumera bandes de música predominantment heavy metal. L'Encyclopaedia Metallum va ser descrita per Matt Sullivan de Nashville Scene com "la base de dades central d'Internet per a tot el que és" tr00" (autèntic) al món del metall". La revista Terrorizer va descriure el lloc com "una llista plenament exhaustiva de gairebé totes les bandes de metall mai existides, amb discografies completes, un fòrum actiu i una llista d'interconnexió entre membres que mostra la bellesa sempre incestuosa de l'escena del metall". No obstant això, hi ha excepcions per a bandes que pertanyen a gèneres disputats no acceptats pel lloc web.
Encyclopaedia Metallum intenta proporcionar informació completa sobre cada banda, com ara una discografia, logotips, imatges, lletres, presentacions, biografia, dades trivials i ressenyes enviades pels usuaris. El lloc també proporciona un sistema per enviar bandes als arxius. El lloc web està lliure de publicitat i s'executa de forma totalment independent.

## Història
L'Encyclopaedia Metallum va ser llançada oficialment el 17 de juliol del 2002 per una parella canadenca de Mont-real mitjançant els pseudònims HellBlazer i Morrigan. Un parell d'anys abans, HellBlazer tenia la idea d'una enciclopèdia per a heavy metal i va intentar crear manualment una pàgina HTML per a cada banda de metall. Tot i que va renunciar a aquell intent inicial, ja estava treballant en un lloc web totalment automatitzat amb aportacions dels seus usuaris. El lloc inicialment es va posar en marxa a principis de juliol de 2002 i la primera banda (Amorphis) es va afegir el 7 de juliol. En poc més d'un any el lloc havia reunit una base de dades de més de 10.000 bandes. I actualment el lloc continua creixent a un ritme d'unes 500 bandes al mes.
L'1 de gener de 2013, el lloc web va anunciar que les bandes amb discografies completament digitals ara podrien ser enviades als arxius, canviant la política del lloc web de només acceptar publicacions físiques. Els llançaments digitals però han de tenir un llistat de pistes fixes, creacions artístiques gràfiques, una producció professional o acabada i estar disponibles en un format d'alta qualitat o sense pèrdues mitjançant fonts de distribució oficials (com Bandcamp i / o iTunes).
El 13 de novembre de 2014, el nombre de bandes llistades a la base de dades va arribar a 100.000.

### Bromes del Dia d'enganyar o April Fools' Day
El lloc té la tradició de celebrar el Dia d'enganyar, que de vegades es prenen molt seriosament. Això va començar el 2009 amb afegir la banda Korn a Metal-Archives i diverses dotzenes d'usuaris que elogiaven el seu primer àlbum homònim, posant la notícia que aquell primer àlbum era prou metal per ser acceptat al lloc web. I al llarg de tot aquell dia, al fòrum del lloc web van aparèixer diversos debats entre els moderadors. El 2010 va ser l'any que van eliminar "The Tavern" (el fòrum de debat general) durant un dia. El 2012, el lloc web va publicar un logotip de l'FBI a la pàgina principal, cosa que suggeria que el FBI havia suspès el lloc a causa del projecte de llei SOPA i PIPA, que va ser un fenomen molt comentat als mitjans en aquest moment. Tot i la capacitat d'evitar aquesta imatge només fent clic sobre ella, molta gent es va prendre la broma seriosament i va pensar que els Metal Archives havien estat realment tancats per promoure la pirateria a Internet. La banda Nickelback va ser afegida a Metal-Archives el 2013 en una broma similar a la broma de Korn del 2009, ja que també van aparèixer comentaris de broma lloant diversos àlbums de Nickelback.
El 2014, la broma va consistir en la incorporació de diverses ressenyes (sobretot lloables) d'un EP anomenat Penis Metal publicat per la banda xilena de black metal Hades Archer, seguit de l'afegit del logotip de la banda i de les imatges que incloïen el penis. L'estil de la banda també es va canviar per Penis Metal. Una broma secundària va suposar la supressió espontània de la polèmica banda Meshuggah (el gènere del qual es va classificar a la pàgina com a "nu-metall / djent tècnic" i després es va canviar per simplement "djent"), donant lloc a una altra sèrie de debats entre els moderadors al fòrum del lloc, tot i que no fins al punt de la broma del 2009. L'endemà, Meshuggah va ser reintegrat. Per a la broma del 2015, es va publicar una notícia que anunciava que el lloc web ja no era lliure d'utilitzar i que s'introduirien funcions de pagament. Una notícia posterior va revelar que l'anterior publicació era una broma. El 2016, després d'una disputa entre els moderadors i els usuaris sobre la qüestió de moderar les ressenyes, es va anunciar que ja no s'acceptaven les ressenyes i que se suprimirien totes les existents. Més tard, el mateix dia, es va fer un altre anunci que el personal havia canviat d'opinió, tornant les revisions i acceptant automàticament totes les futures revisions. Això va provocar una onada de ressenyes de broma que es van suprimir del lloc l'endemà.
El 2017, els membres del personal van anunciar que ara produirien articles comentant l'escena del metall i van procedir a publicar articles de tabloides i xafarderies al lloc. Aquestes es van retirar l'endemà. El 2018, el lloc web va anunciar que ja no acceptava enviaments de bandes noves, argumentant: "Actualment tenim més de 120.000 bandes, més del que mai pensàvem possible. Això és més que suficient per declarar la nostra base de dades 100% completa. És segur que cap altre recurs s'apropi a ser tan exhaustiu i complet". L'última banda que es va afegir al lloc va ser Michael Schenker Fest. Més tard aquell dia, el lloc web va revelar que es tractava d'una broma d'April Fool's Day i va escriure: “Les presentacions de bandes són de nou obertes. Aquí tens 120.000 bandes i molt més.". El 2019, el lloc web va anunciar que suprimiria la majoria de les pàgines i només enumeraria les bandes que el personal considerés "bones".

## Bandes acceptades i excloses
Els gèneres i èpoques tradicionals del heavy heavy (com el NWOBHM) tenen normes estrictes; als usuaris se'ls adverteix a la secció de regles de considerar que les bandes enviades sota aquestes classificacions són "ambigües", en el sentit que si una banda s'envia amb aquests termes com a gènere, la moderació serà revisada extensivament abans que decideixin o no acceptar la banda al lloc web. Això es deu al fet que, en el passat, algunes publicacions etiquetades amb aquests gèneres han resultat no ser metàl·liques, segons les directrius del lloc. Algunes bandes que es coneixen habitualment com a heavy metal tradicional o NWOBHM, com Def Leppard, Mötley Crüe, Scorpions i Stryper, es troben al lloc web degut a només un o dos àlbums de les bandes que compleixen les especificacions del lloc web.
A més, hi ha algunes bandes no metàl·liques que apareixen al lloc que es consideren que formen part de l'escena del metall tot i no ser metàl·liques (generalment bandes de dark ambient i folk, com ara Mortiis, Elend, Nest, Of The Wand i The Moon), Autumn Tears, Stille Volk, etcètera). Aquestes bandes són seleccionades pels moderadors "d'una manera pràcticament arbitrària", i es desaconsella la seva addició per part dels usuaris normals. El seu enviament es va restringir completament al personal del lloc el setembre de 2015.
Alguns gèneres relacionats amb el metall que el lloc no accepta són djent i nu metal, tot i que algunes bandes que estan al lloc web han publicat àlbums en aquest darrer gènere (exemples Machine Head, que va publicar dos àlbums de nu-metal quan aquest gènere era en el seu auge de popularitat, però han passat la major part de la seva carrera com a banda de groove metal, i Soulfly, que van començar com a nu-metal abans d'allunyar-se d'aquest so, i van ser acceptades sobre la base dels seus posteriors àlbums). Metalcore i deathcore només estan permesos al lloc si els moderadors consideren com a mínim un àlbum "clarament més metall que core", sent exemples As I Lay Dying, Killswitch Engage, After the Burial, Carnifex, All Shall Perish, The Red Chord i Despised Icon. Mentre que no estan permeses bandes com Bring Me the Horizon, Atreyu, Born of Osiris, Between the Buried and Me and Oceano.